# قائمة الأجناس التي تتبع مباشرة شعبة الزقيات
الأجناس التي تتبع مباشرة إلى شعبة الزقيات هي:
- (الاسم العلمي: Crinigera)
- (الاسم العلمي: Cystodium)
- (الاسم العلمي: Elaeomyces)
- (الاسم العلمي: Enduria)
- (الاسم العلمي: Lithopythium)
- (الاسم العلمي: Myriococcum)
- (الاسم العلمي: Nemacola)
- (الاسم العلمي: Phacidiostromella)
- (الاسم العلمي: Phelonitis)
- (الاسم العلمي: Porosphaera)
- (الاسم العلمي: Roesleria)
- (الاسم العلمي: Rostafinskia)
- (الاسم العلمي: Sachsia)
- (الاسم العلمي: Trichoplacia)
- (الاسم العلمي: Wolkia)
- (الاسم العلمي: Abrothallus)
- (الاسم العلمي: Allophoron)
- (الاسم العلمي: Antimanoa)
- (الاسم العلمي: Apiotypa)
- (الاسم العلمي: Argentinomyces)
- (الاسم العلمي: Arthopyreniomyces)
- (الاسم العلمي: Ascocorticiellum)
- (الاسم العلمي: Ascomauritiana)
- (الاسم العلمي: Ascosorus)
- (الاسم العلمي: Ascosubramania)
- (الاسم العلمي: Ascoxyta)
- (الاسم العلمي: Astomella)
- (الاسم العلمي: Atractobolus)
- (الاسم العلمي: Baculospora)
- (الاسم العلمي: Batistospora)
- (الاسم العلمي: Berggrenia)
- (الاسم العلمي: Biflua)
- (الاسم العلمي: Bresadolina)
- (الاسم العلمي: Brucea)
- (الاسم العلمي: Carnia)
- (الاسم العلمي: Cerastoma)
- (الاسم العلمي: Cladosphaera)
- (الاسم العلمي: Clathroporinopsis)
- (الاسم العلمي: Clypeolum)
- (الاسم العلمي: Coryneliella)
- (الاسم العلمي: Cyanopyrenia)
- (الاسم العلمي: Cylindrotheca)
- (الاسم العلمي: Diaboliumbilicus)
- (الاسم العلمي: Diehliomyces)
- (الاسم العلمي: Dipyrgis)
- (الاسم العلمي: Discocera)
- (الاسم العلمي: Dryinosphaera)
- (الاسم العلمي: Eiona)
- (الاسم العلمي: Endocolium)
- (الاسم العلمي: Erispora)
- (الاسم العلمي: Farriolla)
- (الاسم العلمي: Feracia)
- (الاسم العلمي: Flakea)
- (الاسم العلمي: Frigidispora)
- (الاسم العلمي: Gaeumanniella)
- (الاسم العلمي: Gonidiomyces)
- (الاسم العلمي: Gyrophthorus)
- (الاسم العلمي: Haematomyxa)
- (الاسم العلمي: Haplopyrenulomyces)
- (الاسم العلمي: Hapsidascus)
- (الاسم العلمي: Harmandiana)
- (الاسم العلمي: Helicogonium)
- (الاسم العلمي: Heterocyphelium)
- (الاسم العلمي: Heuflera)
- (الاسم العلمي: Hyalodermella)
- (الاسم العلمي: Hyalopyrenula)
- (الاسم العلمي: Hymenobia)
- (الاسم العلمي: Hypnotheca)
- (الاسم العلمي: Igneocumulus)
- (الاسم العلمي: Kirschsteiniothelia)
- (الاسم العلمي: Leucoconiella)
- (الاسم العلمي: Leucoconis)
- (الاسم العلمي: Lichenopeziza)
- (الاسم العلمي: Limboria)
- (الاسم العلمي: Lohwagiella)
- (الاسم العلمي: Ludwigomyces)
- (الاسم العلمي: Lyromma)
- (الاسم العلمي: Marisolaris)
- (الاسم العلمي: Micromastia)
- (الاسم العلمي: Molgosphaera)
- (الاسم العلمي: Mycotodea)
- (الاسم العلمي: Myrmaecium)
- (الاسم العلمي: Normandina)
- (الاسم العلمي: Ochrosphaera)
- (الاسم العلمي: Phaeodothiopsis)
- (الاسم العلمي: Phellostroma)
- (الاسم العلمي: Phialisphaera)
- (الاسم العلمي: Phragmitensis)
- (الاسم العلمي: Phthora)
- (الاسم العلمي: Phylloporina)
- (الاسم العلمي: Pocsia)
- (الاسم العلمي: Porinula)
- (الاسم العلمي: Potamomyces)
- (الاسم العلمي: Protocalicium)
- (الاسم العلمي: Pseudohepatica)
- (الاسم العلمي: Pseudoperitheca)
- (الاسم العلمي: Psilosphaeria)
- (الاسم العلمي: Pteromycula)
- (الاسم العلمي: Pustularia)
- (الاسم العلمي: Pycnodermellina)
- (الاسم العلمي: Retrostium)
- (الاسم العلمي: Roeslerina)
- (الاسم العلمي: Schistophoron)
- (الاسم العلمي: Scutomyces)
- (الاسم العلمي: Splanchnospora)
- (الاسم العلمي: Stellifraga)
- (الاسم العلمي: Stigmatea)
- (الاسم العلمي: Stigmatisphaera)
- (الاسم العلمي: Stigmea)
- (الاسم العلمي: Swampomyces)
- (الاسم العلمي: Symbiotaphrina)
- (الاسم العلمي: Syphosphaera)
- (الاسم العلمي: Telioclipeum)
- (الاسم العلمي: Thallisphaera)
- (الاسم العلمي: Trichosphaera)
- (الاسم العلمي: Tromeropsis)
- (الاسم العلمي: Tylophoron)
- (الاسم العلمي: Ulvella)
- (الاسم العلمي: Wadeana)
- (الاسم العلمي: Xenomyxa)
- (الاسم العلمي: Xylobotryum)
- (الاسم العلمي: Xylogone)
- (الاسم العلمي: Aenigmatospora)
- (الاسم العلمي: Phialophora)